# Porétskoie
Porétskoie (en rus: Порецкое) és un poble de l'óblast d'Uliànovsk, a Rússia, que el 2010 tenia 117 habitants. Pertany al districte municipal de Kuzovàtovo.